# Jerome Charyn

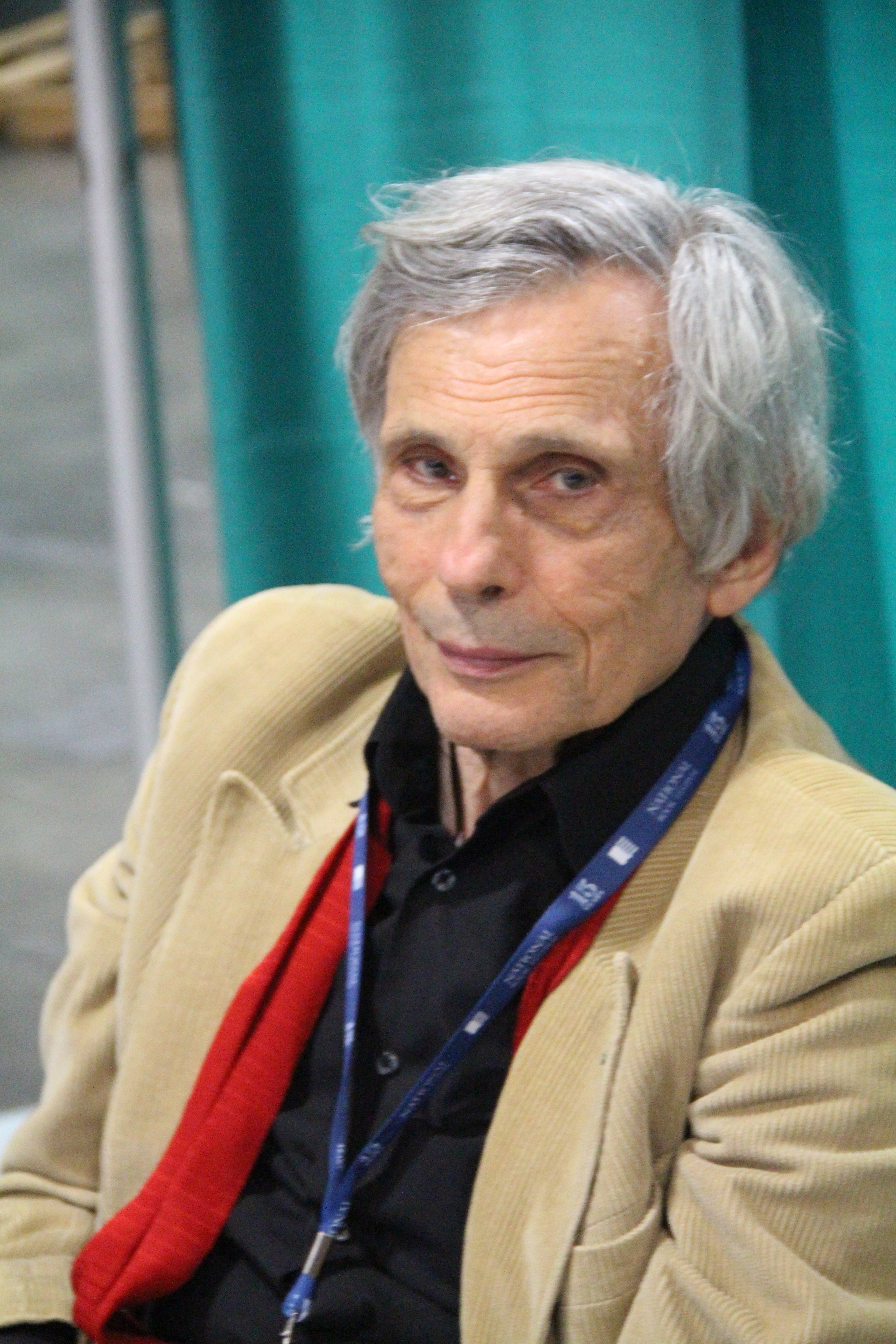
Jerome Charyn, 2015

Jerome Charyn (* 13. Mai 1937 in New York City) ist ein US-amerikanischer Schriftsteller.

## Leben
Als Kind jüdischer Einwanderer wuchs Charyn in der Jiddisch sprechenden jüdischen Community von New York City auf, was ihm später Anregungen für die meisten seiner Bücher lieferte.
1957 schloss er ein Studium an der Columbia University mit einem Bachelor of Arts in Geschichte und Vergleichender Literaturwissenschaft ab. Von 1995 bis 2010 unterrichtete er Filmwissenschaften an der American University of Paris, um danach Europa wieder den Rücken zu kehren.
Charyn hat rund 37 Bücher veröffentlicht, überwiegend Kriminalromane. Eine wiederkehrende Figur ist dabei der fiktive Polizist Isaac Sidel. Diesem lagen laut Charyn keine Leseerfahrungen zugrunde, sondern die hautnahe Beobachtung der Berufskollegen seines Bruders, der in den 1970er Jahren Detective in der Mordkommission war. Bei der Ausgestaltung der Figur hat sich der Autor indes große Freiheiten gewährt, hält sich an „keine Konventionen und Restriktionen“ des Krimi-Genres, so dass eine Nähe zum Comichelden Dick Tracy auffällt. Charyn sagt: „New York ist eine Comic-Book-City“.
Zwei autobiographisch geprägte Werke über seine Kindheit und Jugend in der Bronx wurden von der New York Times als Book of the Year ausgezeichnet. Für seinen Roman Darlin' Bill erhielt er den Rosenthal Award der American Academy of Arts and Letters. Krimi des Jahres 2008 (Platz 6) wurde er in der KrimiWelt-Bestenliste mit Citizen Sidel.
Der Schriftsteller lebt und arbeitet im südlichen Manhattan.

## Werke
Autobiographisches 
- Die dunkle Schöne aus Weißrußland („The Dark Lady from Belorusse“). Fest-Verlag, Berlin 2000, ISBN 3-8286-0124-3.
- Der schwarze Schwan. Eine Erinnerung an die Bronx („The Black Swan“). Fest-Verlag, Berlin 2002, ISBN 3-8286-0152-9.[3]

 Biographien 
- Raised by Wolves. The Turbulent Art and Times of Quentin Tarantino. Thunder Mouth Press, New York 2006, ISBN 1-56025-858-6.
- Savage Shorthand. The Life and Death of Isaak Babel. Random House, New York 2005, ISBN 0-679-64306-0.

 Comics 
illustriert von Jacques de Loustal:
- Die Brüder Adamov („Les frères Adamov“), Verlag Schreiber & Leser, München 1991, ISBN 3-922548-83-0.
- White Sonya („White Sonya“), Verlag Schreiber & Leser, München 2000, ISBN 3-933187-39-7.

illustriert von François Boucq:
- Die Frau des Magiers („La Femme du magicien“), Splitter-Verlag, ISBN 978-3-95839-227-4.
- Teufelsmaul („Bouche du Diable“), Splitter-Verlag, ISBN 978-3-95839-228-1.
- Little Tulip, Splitter-Verlag, ISBN 978-3-95839-135-2.
- New York Cannibals, Splitter-Verlag, ISBN 978-3-96219-527-4.

 Kriminalromane 
- Isaak Sidel-Reihe

1. Blue Eyes. Supercop Isaac Sidel von der Lower East Side („Blue Eyes“ 1974). Rotbuch-Verlag, Hamburg 2003, ISBN 3-434-54046-6.
2. Marilyn the Wild. Supercop Isaac Sidel von der Lower East Side („Marilyn the Wild“ 1976). Rotbuch-Verlag, Hamburg 2005, ISBN 3-434-54047-4.
3. Patrick Silver. Supercop Isaac Sidel von der Lower East Side. („The Education of Patrick Silver“ 1976) Piper, München 1997, ISBN 3-492-25681-3.
4. Secret Isaac. Supercop Isaac Sidel von der Lower East Side („Secret Isaac“ 1978). dt. von Jürgen Bürger und Peter Torberg Rotbuch-Verlag, Hamburg 2002, ISBN 3-434-54000-8.
5. Der gute Bulle („The Good Policeman“ 1990)
6. Maria („Maria´s Girls“ 1992)
7. Montezumas Mann ("Montezuma´s Man 1993)
8. Abrechnung in Little Odessa („Little Angel Street“ 1994)
9. El Bronx („El Bronx“ 1997)
10. Citizen Sidel. New York knallhart („Citizen Sidel“). Rotbuch-Verlag, Berlin 2008, ISBN 978-3-86789-039-7.
11. Unter dem Auge Gottes. Diaphanes, Zürich-Berlin 2013, ISBN 978-3-03734-429-3.[4]
12. Winterwarnung („Winter warning“), aus dem amerikanischen Englisch von Sabine Schulz, Zürich ; Berlin : Diaphanes 2017. ISBN 978-3-03734-648-8.[5]

- Paradise Man. Roman („Paradise Man“). Rotbuch-Verlag, Hamburg 1996, ISBN 3-88022-391-2.
- Tod eines Tango-Königs. Roman („Death of a Tango-King“). Unionsverlag, Zürich 2000, ISBN 3-293-20180-6.

 Romane 
- Captain Kidd. St. Martin’s Press, New York 1999, ISBN 0-312-20506-6.
- Elsinore. Bloomsbury, London 1992, ISBN 0-7475-1015-6.
- Hurricane Lady. Mysterious Press, New York 2001, ISBN 0-446-67733-7.
- Johnny One-Eye. A tale of the American Revolution. Norton Books, New York 2008, ISBN 978-0-393-06497-1.
- I am Abraham. A Novel of Lincoln and the Civil War. Liveright Publishing 2014.[6]

 Sachbücher 
- Gangsters and gold diggers. Old New York, the jazz age, and the birth of Broadway. Four Walls Eight Windows Edition, New York 2003, ISBN 1-56858-278-1.
- Metropolis New York („Metropolis“). Dtv, München 1990, ISBN 3-423-11258-1.
- Sizzling chops and devilish spins. Four Walls Eight Windows Edition, New York 2001, ISBN 1-56858-207-2.

## Belege
1. 1 2 3 4  Zu Besuch bei Jerome Charyn, Reportage von Dirk Schmidt in CulturMag vom 31. August 2013, abgerufen am 2. Februar 2015.
2. ↑  Krimiautor Jerome Charyn: Kreative Halluzinationen, Porträt des Autors von Tobias Gohlis in Die Zeit vom 7. November 2013, abgerufen am 2. Februar 2015.
3. ↑  Der schwarze Schwan, Buchbesprechung im Deutschlandfunk, 2002.
4. ↑  Unter dem Auge Gottes, Rezension von Alexander Müller im Rolling Stone vom 7. November 2013, abgerufen am 2. Februar 2015.
5. ↑  Tobias Gohlis: Jerome Charyn: "Winterwarnung" „Der gute Präsident“, Rezension im Deutschlandradio Kultur vom 3. Februar 2017, abgerufen am 3. Februar 2017
6. ↑  Monument Man, Rezension von Richard Brookhiser in der New York Times vom 23. Februar 2014, abgerufen am 2. Februar 2015 (englisch)

| Personendaten    | Personendaten                    |
| ---------------- | -------------------------------- |
| NAME             | Charyn, Jerome                   |
| KURZBESCHREIBUNG | US-amerikanischer Schriftsteller |
| GEBURTSDATUM     | 13. Mai 1937                     |
| GEBURTSORT       | New York City                    |